# 사토정
사토정(佐東町)은 히로시마현 아사군에 존재했던 정이다. 
1973년 3월 20일에, 아사군 고요정 야스후루이치정 및 아키군 세노가와정과 함께 히로시마시에 편입되어 소멸되었다. 이 합병으로 다카미야, 누마타 양군의 통합(1898년 10월 1일)의 결과로 설치된 아사군은 소멸되어 약 75년의 역사에 마침표를 찍었다. 